# Łeonid Pałażczenko
Łeonid Iwanowycz Pałażczenko (ukr. Леонід Іванович Палажченко, ur. 10 sierpnia 1934 w Romnach, zm. 1 grudnia 1993 w Kijowie) – radziecki działacz partyjny, Bohater Pracy Socjalistycznej.

## Życiorys
Od 1959 działacz Komsomołu, od 1960 członek KPZR, od 1966 funkcjonariusz partyjny. Od 5 kwietnia 1979 do 4 stycznia 1984 I sekretarz Wołyńskiego Komitetu Obwodowego KPU, w latach 1981–1986 członek KC KPU, od 8 stycznia 1984 do 13 stycznia 1990 I sekretarz Czernihowskiego Komitetu Obwodowego KPU. W latach 1980–1985 deputowany do Rady Najwyższej Ukraińskiej SRR, 1984–1989 deputowany do Rady Najwyższej ZSRR 11 kadencji. Pochowany na Cmentarzu Bajkowa.